# Останнє випробування (мюзикл)
«Останнє випробування» − російський мюзикл за мотивами серії книг «Сага про Спис», присвячений історії чародія Рейстліна Маджере та його спробі стати богом. Створювався шанувальниками серії 11 років (з 1998 по 2009). На даний момент існує в форматі альбому, у формі постановки розширеної версії на сцені, а також у версії фільму-постановки і фільму вистави гастрольної версії. Автор віршів − лідерка групи «Тол Міріам» Олена Ханпіра, композитор − лідер гурту «Айре та Саруман» Антон Круглов.

## Сюжет
Рейстлін Маджере − чорний чародій із безліччю ран на серці, головний жах усіх жителів Ансалонського континенту, за переконаннями близький до нігілізму. Колись Темна богиня Такхізис занапастила його матір, і тепер мрія Рейстліна − спуститися в Безодню, де живе Такхізис, помститися їй та самому стати богом. Його брат-близнюк, добрий, але дещо інфантильний воїн Карамон Маджере, благає Рейстліна відмовитися від цієї мрії, але чародій непохитний і зрікається свого брата.
Крисанії Таринській, жриця Світлого бога Паладайна, уві сні являється Паладайн, та попереджає про небезпеку, яку несе Рейстлін. Крисанія зустрічається з Рейстліном та закликає його зректися темної магії і розкаятися. Рейстлін натомість пропонує Крисанії допомогти йому в його мрії, запевняючи, що хоч він і темний маг, цілі його цілком світлі. Обмірковуючи їхній діалог, Крисанія розуміє, що покохала Рейстліна, та прямує до Вежі Вищого Чарівництва, аби зустрітися з Рейстліном знову та все ж навернути його на істинний шлях; у небезпечній дорозі її супроводжує та захищає від чудовиськ-охоронців Вежі Карамон, який сподівається примиритися з Рейстліном. У Вежі Крисанія та Карамон дізнаються від Даламара Арджента (учень Рейстліна), що чародій розшукав Браму до Безодні − вона знаходиться у місті Істар. Даламар зазначає, що, якщо вірити книгам з Рейстлінової бібліотеки, лише світлий жрець може завадити чорному чародію відчинити браму, і пропонує верховному чарівнику Пар-Саліану відправити Крисанію до Істару, щоб вона зупинила Рейстліна. Пар-Саліан виконує пораду Даламара; той стиха сміється − він цілком відданий Рейстлінові та насправді обдурив верховного чарівника.
Крисанія прибуває до міста Істар, величного міста-храму, яким керує Король-Жрець Белдінас Пірофіло, та спершу захоплюється красою, процвітанням та благочестям міста. Але дуже швидко, не без допомоги Рейстліна, вона розуміє, що насправді за світлим фасадом теократії приховується тиранія: нелюдські раси винищуються, населення перетворено на релігійних фанатиків, незгодних запроторено до в'язниць, а Король-Жрець планує хрестовий похід з метою винищення усього, що він вважає злом. Крисанія прилюдно засуджує Короля-Жерця, і той кидає й її до в'язниці; Карамон дуже швидко так само потрапляє до тюрми. Король-Жрець відвідує Крисанію у тюрмі, намагається переконати її, що тиранія − єдино можливий шлях привести людей до щастя, оскільки свободи вони не витримають, а потім додає, що знає, що в місті темний чародій, який розшукує Браму до Безодні, і підозрює, що Крисанія пов'язана з цим чародієм, а відтак мусить вказати Королю на нього. Крисанія відмовляється, і Король-Жрець засуджує її до страти.
Наближається головне релігійне свято Істару, і на його честь влаштовуються гладіаторські ігри. Будь-хто, навіть злочинець, має право випробувати себе у двобої з мінотавром; переможець стане вождем хрестового походу. Рейстлін підмовляє Карамона викликатися на двобій та обрати Крисанію за даму серця; Карамон перемагає та отримує разом з Крисанією свободу. Король-Жрець радіє та під час богослужіння прохає допомоги Паладайна у винищенні усього зла у світі. Розгніваний бог знищує Істар вогняним дощем, але Рейстлін встигає врятувати Крисанію та Карамона.
Після катастрофи на Ансалонському континенті починаються голод та безлад. Істарську Браму знищено, але Рейстлін згадує про ще одну Браму, яку сховано у фортеці Заман, яку контролюють гірські гноми. Він мириться з Карамоном і переконує його очолити армію біженців, які мріють захопити ситий Заман та таким чином врятуватися від голоду. Карамон погоджується, стає полководцем та завойовує Заман. Таким чином він нарешті лікується від інфантильності.
Між тим Рейстлін та Крисанія зближуються та остаточно закохуються один в одного; втім, зрікатися своєї мети (стати богом) чародій не збирається, і кохання Крисанії потрібно йому лише для однієї мети: Рейстлін не зможе відчинити Браму самостійно, лише об'єднані зусилля чорного чародія та світлого жерця зможуть зірвати печаті з неї. Чародій переживає тяжку кризу коливань між коханням та владою, під час якої йому являється Такхізис та також пропонує зректися його мрії про божественність. Рейстлін натомість каже, що йому ніхто не потрібний і він бажає бути самотнім господарем світу. Ці слова чує Карамон, який після цього остаточно розуміє, що не потрібний Рейстлінові. Із сльозами на очах брати розстаються навіки, і Карамон відбуває додому. Крисанія ж впевнена в добрих намірах та чеснотах Рейстліна і погоджується допомогти йому. Разом вони проходять випробування вогнем, поєднують свої сили, відчиняють Браму та спускаються в Безодню.
Такхізис вдячна Рейстлінові за те, що він відчинив Браму, і тепер вона може спокійно ввійти у світ живих, який вже неодноразово намагалася захопити. Вона пропонує чародієві місце її заступника, але Рейстлін відмовляється і повторює, що збирається здолати її, а потім і інших богів, аби отримати божественну владу. Спершу Такхізис нацьковує на Рейстліна демонів (чародій та жриця їх успішно відбивають), потім розлучає його з Крисанією та насилає на чародія видіння-жахіття, які поступово ламають волю Рейстліна і нарешті висотують його життя. Коли Рейстлін вже майже мертвий, його розшукує та рятує своєю молитвою Крисанія, беручи на себе увесь біль Рейстліна. Такхізис позбавляє Крисанію зору та смертельно ранить її; жриця благає коханого провести з нею її останні хвилини, але Рейстлін відмовляється, каже, що Крисанія йому не потрібна, і зрікається свого кохання, яке з самого початку було лише засобом у боротьбі за владу і тепер не потрібне чародієві.
Розчарована в усьому, Крисанія помирає. Рейстлін же перемагає Такхізис, а потім й усіх інших богів свого світу, набуваючи божественної могутності. Але після загибелі богів руйнується й створений ними світ, гинуть його мешканці, а здатності створювати нове в чародія нема − він втратив її, коли зрікся кохання та серця. Після перемоги безсмертний Рейстлін лишається самотнім у навіки спустошеному світі.

### Альтернативний фінал
Карамон повертається додому, але бачить, що його село спустошене, і розуміє, що світ гине, а винний Рейстлін. Воїн прямує до старого знайомого − літописця Астинуса, який допомагає Карамонові потрапити у минуле, у Безодню, де Рейстлін якраз готується вбити Такхізис. Карамонові вдається зупинити брата та показати йому, що чекає на світ, якщо Рейстлінові вдасться досягти його мети. Рейстлін розкаюється, допомагає Карамонові та Крисанії втікти з Безодні та зачиняє Браму зсередини, лишаючись сам на сам з Такхізис. Через 20 років, після кількох війн, у яких гинуть Такхізис та Паладайн, Рейстлін повертається до світу живих. Магічних сил в нього нема, так само як нема вже сенсу життя в Крисанії − її бог загинув. Рейстлін та Крисанія зустрічаються, і виявляється, що вони все ще кохають один одного.

## Відмінності між книгами та мюзиклом
Під час створення мюзиклу Антон Круглов та Олена Ханпіра значно переробили матеріал оригінальних книг, додали алюзії на світову літературну та філософську класику. Наприклад, Рейстліна як типаж наближено до Раскольнікова та Печоріна, Короля-Жерця − до Великого Інквізитора та Заратустри. Такхізис несе на собі риси архетипічної Великої Матері, а у сцені випробування вогнем, де Рейстлін та Крисанія поєднують свої сили, простежуються алхімічні мотиви.
З метою посилення філософської компоненти з мюзиклу практично прибрали майже усі побічні сюжетні лінії, на які була багата Сага про Спис, та дещо змінили космологію (прибрано Гілеана, Червоного бога, який підтримував баланс між Світлом та Темрявою). Додано кілька нових епізодів: у книзі матір Рейстліна була природженою провидицею та збожеволіла на цьому ґрунті − у мюзиклі вона була відьмою, яка взялася за відьомство, аби прогодувати синів, і загинула через необережність під час виклику Такхізис; у книзі не було ані конфлікту Крисанії та Короля-Жерця, ані ув'язнення Крисанії; також практично з нуля написано усю частину сюжету з перебуванням Рейстліна та Крисанії у Безодні.